# Altica oleracea
Espèce
Altica oleracea, l'Altise commune ou Altise du colza, est une espèce d'insectes sauteurs de l'ordre des coléoptères, de la famille des Chrysomelidae, de la sous-famille des Alticinae (ou des Galerucinae selon les classifications).

## Description
Long de 3 à 4 mm, vert ou bleu métallique, doré ou noir.

## Biologie
L'adulte est polyphage: il vit sur des plantes variées.

## Systématique
Il existe deux sous-espèces :
- Altica oleracea breddini (Mohr, 1958)
- Altica oleracea oleracea (Linnaeus, 1758).